# メリングハウゼン
メリングハウゼン (ドイツ語: Mellinghausen) は、ドイツ連邦共和国ニーダーザクセン州ディープホルツ郡のザムトゲマインデ・ジーデンブルクに属す町村（以下、本項では便宜上「町」と記述する）である。

## 地理
この町は、ズーリンゲンの北東約 8 km、廃線となった貨物路線のズーリンゲンとニーンブルク/ヴェーザーとの間に位置している。
この町はメリングハウゼン地区、ブラーケ地区、オーレンドルフ地区およびシュヴェークハウス地区からなる。
メリングハウゼンをエシュバッハ川が流れている。この川は全長約 13 km で、ジーデ川の右岸、すなわち西側の支流である。

## 歴史
この町は1974年3月1日にブラーケおよびオーレンドルフと合併した。

## 行政

### 議会
この町の議会は11議席からなる。

### 首長
この町の町長はギュンター・リーデマン (CDU) である。

### 紋章
図柄: 赤地と金地に上下二分割。上部は向かって左に塔がある金色のメリングハウゼンの教会。下部はさらに左右に分割されている。向かって左は、2本つながった赤い爪を持つ黒いクマの腕。向かって右は緑のクローバーの葉。黒い線が背景の金地を分けている。
解説: 金地に赤い爪を持ち外に向いた黒い熊の腕はホーヤ伯を象徴している。

## 文化と見所

### 演劇
1983年からオーレンドルフ地区に「エシュバッハタール演劇グループ」が存在している。オーレンドルフの野外ステージでは、毎年低地ドイツ語による夏の演劇プログラムが開催される。

### 音楽
メリングハウゼン合唱協会は、1900年に設立された。この合唱団は2000年5月6日に創立100周年を祝った。

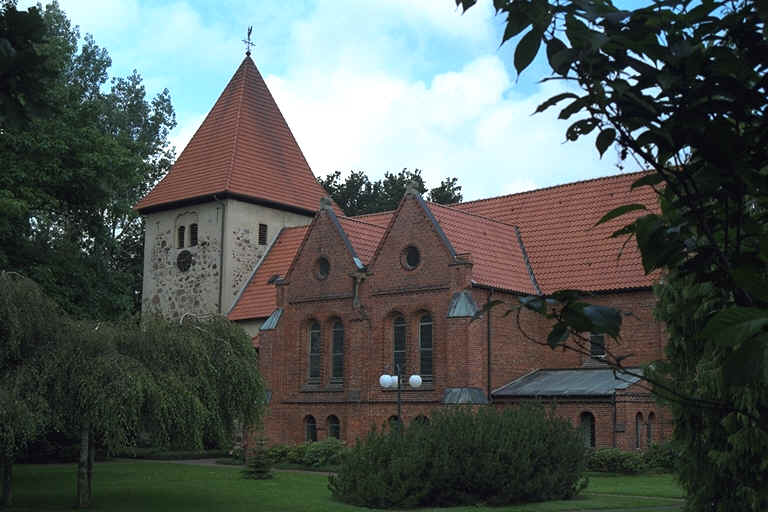
メリングハウゼンの洗礼者聖ヨハネ教会

### 建築
メリングハウゼンの建築文化財リストには6件が登録されている。中には以下のものが含まれる。
- メリングハウゼンの教会。この教会は1277年に記録が遺る重要な教会で、洗礼者聖ヨハネに献堂されている。元々荒石造りのロマネスク建築であった教会堂は1893年に改築された。古い内陣室を取り壊した跡にレンガ造り、ネオロマネスク様式の、袖廊を有する内陣が建設された。建築様式が異なっているため、2つの建設部分は外部から容易に見分けることができる。
- 1606年に建設されたメリングハウゼンのパン焼き小屋は、1990年代以降ジーケ郡立博物館の一部となった。